# Halbnorm

Die Funktion ist eine Halbnorm im Raum

In der Mathematik versteht man unter einer Halbnorm (oder unter einer Seminorm) ein Funktional, das sowohl absolut homogen als auch subadditiv ist. Mit dem Konzept der Halbnorm wird das Konzept der Norm verallgemeinert, indem auf die Eigenschaft der positiven Definitheit verzichtet wird. Jede Halbnorm ist nichtnegativ, symmetrisch bezüglich Vorzeichenumkehr, sublinear und konvex. Aus jeder Halbnorm kann durch Restklassenbildung eine zugehörige Norm abgeleitet werden. Mit Hilfe von Familien von Halbnormen können auch lokalkonvexe Vektorräume definiert werden. Halbnormen werden insbesondere in der linearen Algebra und in der Funktionalanalysis studiert. Eng verwandt mit dem Konzept der Halbnorm ist das Konzept des Minkowski-Funktionals.

## Definition
Sei {\displaystyle V} ein Vektorraum über dem Körper {\displaystyle \mathbb {K} \in \{\mathbb {R} ,\mathbb {C} \}}. Eine Halbnorm auf {\displaystyle V} ist eine Abbildung {\displaystyle p\colon V\to \mathbb {R} _{0}^{+}} mit den Eigenschaften absolute Homogenität und Subadditivität, das heißt für alle {\displaystyle \lambda \in \mathbb {K} } und für alle {\displaystyle x,\,y\in V} gelten
{\displaystyle p(\lambda x)=|\lambda |p(x)}   (absolute Homogenität)
und
{\displaystyle p(x+y)\leq p(x)+p(y)}   (Subadditivität),
wobei {\displaystyle |\cdot |} den Betrag des Skalars darstellt. Ein Vektorraum zusammen mit einer Halbnorm heißt halbnormierter Raum {\displaystyle (V,p)}.

## Beispiele
- Jede Norm ist eine Halbnorm, die zudem auch positiv definit ist.
- Die Nullfunktion {\displaystyle p\equiv 0}, die jedes Element des Vektorraums auf Null abbildet, ist eine Halbnorm.
- Der Betrag einer reell- oder komplexwertigen linearen Funktion ist eine Halbnorm.
- Jede positiv semidefinite symmetrische Bilinearform oder – im komplexen Fall  –  hermitesche Sesquilinearform{\displaystyle (\cdot ,\cdot )} induziert durch Setzung von {\displaystyle p(x):={\sqrt {(x,x)}}} eine Halbnorm. Hierbei geht ein, dass die Cauchy-Schwarz-Ungleichung für jede positiv semidefinite symmetrische Bilinearform (beziehungsweise hermitesche Sesquilinearform) gilt, woraus sich die Subadditivität folgern lässt.
- Ist {\displaystyle X} ein topologischer Raum und {\displaystyle K\subset X} kompakt, so ist durch {\displaystyle \textstyle p_{K}(f):=\sup _{x\in K}|f(x)|} eine Halbnorm auf dem Raum aller stetigen Funktionen {\displaystyle X\rightarrow \mathbb {C} } gegeben. Hier wird verwendet, dass stetige Funktionen auf kompakten Mengen beschränkt sind und daher das Supremum endlich bleibt.
- Das Minkowski-Funktional {\displaystyle p_{U}} zu einer absorbierenden, absolutkonvexen Teilmenge {\displaystyle U} eines Vektorraumes.
- Auf dem Dualraum {\displaystyle X^{*}} eines normierten Raumes definiert {\displaystyle p_{x}(\varphi )=|\varphi (x)|} für {\displaystyle x\in X} und {\displaystyle \varphi \in X^{*}} eine Halbnorm.
- Auf der Menge {\displaystyle {\mathfrak {L}}(X,Y)} der beschränkten linearen Operatoren lassen sich durch {\displaystyle p_{x}(T)=\|Tx\|} ({\displaystyle x\in X}) sowie durch {\displaystyle p_{x,\psi }(T)=|\psi (Tx)|} ({\displaystyle x\in X,\psi \in Y^{*}}) Halbnormen definieren.

## Eigenschaften
Durch Setzen von {\displaystyle \lambda =0} in der Definition folgt sofort
{\displaystyle p(0)=0},
die Halbnorm des Nullvektors ist damit null. Im Gegensatz zu Normen kann es aber auch Vektoren {\displaystyle x\neq 0} geben, deren Halbnorm {\displaystyle p(x)=0} ist. Durch Setzen von {\displaystyle y=-x} folgt dann aus der Subadditivität (auch Dreiecksungleichung genannt) und der absoluten Homogenität die Nichtnegativität
{\displaystyle p(x)\geq 0}
für alle {\displaystyle x\in V}. Durch Setzen von {\displaystyle \lambda =-1} sieht man weiter, dass eine Halbnorm symmetrisch bezüglich Vorzeichenumkehr ist, das heißt
{\displaystyle p(x)=p(-x)}
und aus der Anwendung der Dreiecksungleichung auf {\displaystyle x-y+y} folgt daraus dann die umgekehrte Dreiecksungleichung
{\displaystyle |p(x)-p(y)|\leq p(x-y)}.
Weiter ist eine Halbnorm sublinear, da absolute Homogenität positive Homogenität impliziert, und auch konvex, denn es gilt für reelles {\displaystyle 0\leq t\leq 1}
{\displaystyle p(tx+(1-t)y)\leq p(tx)+p((1-t)y)=tp(x)+(1-t)p(y)}.
Umgekehrt ist jede absolut homogene und konvexe Funktion subadditiv und damit eine Halbnorm, was durch Setzen von {\displaystyle t={\tfrac {1}{2}}} und Multiplikation mit {\displaystyle 2} ersichtlich ist.

## Restklassenbildung
Aufgrund der absoluten Homogenität und der Subadditivität ist die Menge
{\displaystyle Z=\{x\in V\colon p(x)=0\}}
der Vektoren mit Halbnorm null ein Untervektorraum von {\displaystyle V}. Daher kann eine Äquivalenzrelation auf {\displaystyle V} durch
{\displaystyle x\sim y:\Longleftrightarrow x-y\in Z}
definiert werden. Der Vektorraum {\displaystyle {\tilde {V}}} aller Äquivalenzklassen aus obiger Äquivalenzrelation ist zusammen mit der Halbnorm {\displaystyle p} ein normierter Raum. Man nennt diesen Vorgang Restklassenbildung in {\displaystyle V} bezüglich der Halbnorm und bezeichnet {\displaystyle {\tilde {V}}} als Faktorraum {\displaystyle V/Z}. Diese Konstruktion kommt beispielsweise bei der Definition der Lp-Räume zum Einsatz.

## Familie von Halbnormen
In der Funktionalanalysis werden im Bereich der lokalkonvexen Vektorräume nicht zuletzt Familien {\displaystyle (p_{i})_{i\in I}} von Halbnormen betrachtet. Mit diesen kann es möglich sein, auf dem ursprünglichen Vektorraum {\displaystyle V} eine Topologie zu definieren, die ihn zu einem topologischen Vektorraum macht. Dazu legt man fest, dass die Menge {\displaystyle U\subset V} offen ist, falls für {\displaystyle x\in U} ein {\displaystyle \epsilon >0} und endlich viele Indizes {\displaystyle i_{1},\ldots ,i_{r}} existieren, sodass
{\displaystyle p_{i_{j}}(y)<\epsilon ,\,j=1,\ldots ,r\Rightarrow x+y\in U}
für alle {\displaystyle y\in V} gilt.
In diesem Zusammenhang sind Familien mit einer bestimmten Trennungseigenschaft von besonderem Interesse. Eine Familie von Halbnormen {\displaystyle (p_{i})_{i\in I}} heißt trennend, falls es für jedes {\displaystyle x\in V\setminus \{0\}} mindestens eine Halbnorm {\displaystyle p_{i}} gibt, so dass {\displaystyle p_{i}(x)\neq 0} gilt. Ein Vektorraum {\displaystyle V} ist nämlich genau dann bezüglich der oben erklärten Topologie hausdorffsch, wenn die Familie von Halbnormen trennend ist. Solch ein topologischer Vektorraum wird lokalkonvexer Vektorraum genannt.

## Ein Satz von Gelfand
In der Funktionalanalysis gehört zu den zahlreichen Resultaten, die hier von dem Mathematiker Izrail M. Gelfand geliefert wurden, ein Satz, der die Frage behandelt, wie die Halbnormen auf einem reellen normierten Raum {\displaystyle X} mit der gegebenen Norm verknüpft sind. Der Satz geht auf eine Arbeit Gelfands aus dem Jahr 1936 zurück.

### Formulierung des Satzes
Anknüpfend an die Darstellung in der Monographie von Kantorowitsch/Akilow lässt sich der Satz folgendermaßen formulieren:
Gegeben seien ein normierter {\displaystyle \mathbb {R} }-Vektorraum {\displaystyle (X,\|\cdot \|)} und darauf eine numerische Funktion {\displaystyle p\colon X\to [0,+\infty ]}, welche die oben genannten Eigenschaften einer Halbnorm aufweist.
Dabei sei {\displaystyle p} unterhalbstetig und zudem existiere in {\displaystyle X} eine Teilmenge zweiter Kategorie {\displaystyle K\subset X} mit der Eigenschaft, dass für alle {\displaystyle x\in K} die Ungleichung {\displaystyle p(x)<+\infty } gilt.

Dann gibt es eine Konstante {\displaystyle M>0} mit {\displaystyle p(x)\leq M\,\|x\|} für alle {\displaystyle x\in X}.